# Marathon van Enschede 2015
De marathon van Enschede 2015 werd gelopen op zondag 19 april 2015 in Enschede. Het was de 47e editie van deze marathon.
De wedstrijd werd bij de mannen gewonnen door de Keniaan Evans Cheruiyot in 2:09.40. Hij had slechts vier tellen voorsprong op de Ethiopiër Caleb Basore. De eerste aankomende vrouw was de Nederlandse Mireille Baart in 2:51.48.
Naast de marathon kende het evenement ook een hardloopwedstrijd over de halve marathon, twee trimlopen (10 km en 5 km) en diverse kinderlopen.

## Uitslagen

### Mannen
| rang   | naam                 | land | tijd    |
| ------ | -------------------- | ---- | ------- |
| Goud   | Evans Cheruiyot      | KEN  | 2:09.40 |
| Zilver | Caleb Basore         | ETH  | 2:09.44 |
| Brons  | Edwin Kimaiyo        | KEN  | 2:09.47 |
| 4      | Million Feysa        | ETH  | 2:12.14 |
| 5      | Jackson Kiprop       | UGA  | 2:13.06 |
| 6      | Josh Mutai           | KEN  | 2:15.26 |
| 7      | Fikadu Kebede        | ETH  | 2:27.50 |
| 8      | Iwan Kamminga        | NED  | 2:29.40 |
| 9      | Timothy Karanu       | KEN  | 2:30.36 |
| 10     | Arne Mulder          | NED  | 2:31.46 |
| 11     | Megersha Gadisha     | NED  | 2:37.32 |
| 12     | Peter Bruinsma       | NED  | 2:40.01 |
| 13     | Richard Loendersloot | NED  | 2:42.50 |
| 14     | Nico Klein Poelhuis  | NED  | 2:43.54 |
| 15     | Pascal Van Marcke    | BEL  | 2:43.55 |

### Vrouwen
| rang   | naam                 | land | tijd    |
| ------ | -------------------- | ---- | ------- |
| Goud   | Mireille Baart       | NED  | 2:51.48 |
| Zilver | Esme Moricke         | NED  | 2:53.14 |
| Brons  | Ingrid Prigge        | NED  | 2:55.23 |
| 4      | Selina van der Vliet | NED  | 2:59.15 |
| 5      | Kristel Geeroms      | NED  | 3:15.18 |
| 6      | Gea Siekmans         | NED  | 3:20.07 |

1947 ·
1949 ·
1951 ·
1953 ·
1955 ·
1957 ·
1959 ·
1961 ·
1963 ·
1965 ·
1967 ·
1969 ·
1971 ·
1973 ·
1975 ·
1977 ·
1979 ·
1981 ·
1983 ·
1985 ·
1987 ·
1989 ·
1991 ·
1992 ·
1993 ·
1994 ·
1995 ·
1996 ·
1997 ·
1998 ·
1999 ·
2000 ·
2001 ·
2002 ·
2003 ·
2004 ·
2005 ·
2006 ·
2007 ·
2008 ·
2009 ·
2010 ·
2011 ·
2012 ·
2013 ·
2014 ·
2015 ·
2016 ·
2017 ·
2018 ·
2019 ·
2020 · 2021 ·
2022 ·
2023 ·
2024 ·
2025